# 馬赫達利尼夫卡區

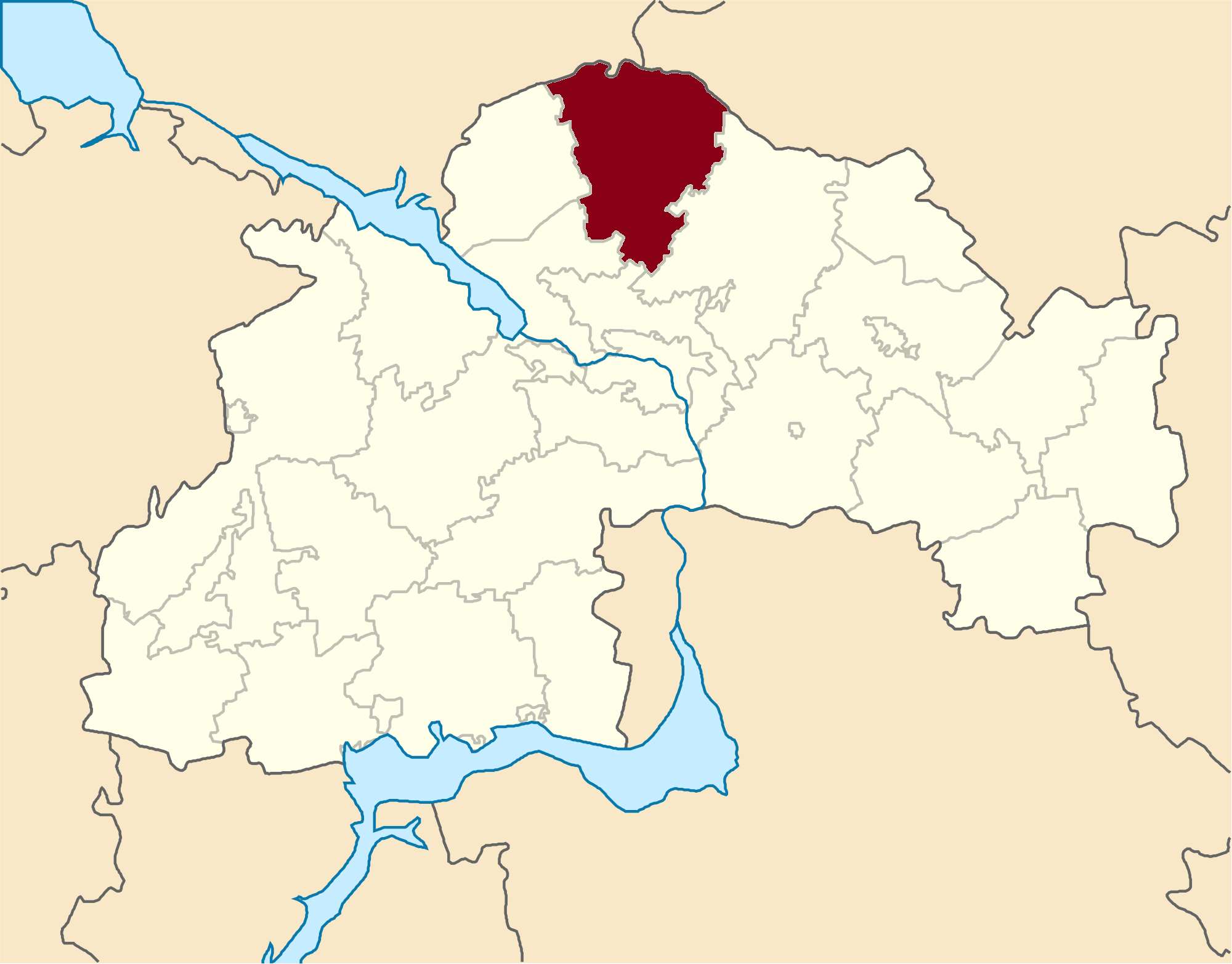
馬赫達利尼夫卡區在第聶伯羅彼得羅夫斯克州的位置

48°55′18″N 34°55′21″E / 48.92167°N 34.92250°E
馬赫達利尼夫卡區（烏克蘭語：Магдалинівський район），曾是烏克蘭中部第聶伯羅彼得羅夫斯克州的一個區，行政中心設於馬赫達利尼夫卡，面積1,599平方公里，2013年人口34,719，人口密度每平方公里21人。